# Almanya - Bienvenue en Allemagne
Pour plus de détails, voir Fiche technique et Distribution.
Almanya – Bienvenue en Allemagne est un long métrage allemand sorti en 2011. La tragi-comédie prend pour thématique la question des racines et de l'identité des travailleurs immigrés turcs en Allemagne sur plusieurs générations. Les débuts au cinéma des sœurs Yasemin Şamdereli et Nesrin Şamdereli (de) ont été présentés dans le programme de la Berlinale 2011 dans la catégorie hors-compétition. Almanya est sorti au cinéma le 10 mars et s’est classé quatrième film le plus vu du cinéma allemand en 2011. Lors des Deutscher Filmpreis 2011 (prix du film allemand), le film a obtenu la distinction du meilleur scénario et la seconde place des nommés pour le meilleur film.

## Synopsis
Cenk Yılmaz, 6 ans, se pose des questions quant à son identité alors que ni ses camarades allemands ni ses camarades turcs ne veulent de lui dans leur équipe de football. Fils d'Ali, qui est d’origine turque, et de sa femme allemande Gabi, ils ne parlent pas turc. Lors d’une fête familiale, sa grand-mère Fatma annonce qu’elle et son mari viennent d’obtenir la nationalité allemande. Son grand-père Hüseyin, quant à lui, explique qu’il a acheté une maison en Turquie qu’il veut utiliser comme résidence d’été. Il souhaite que toute la famille vienne en Turquie pendant les vacances afin de la rénover.
Canan, la cousine de 22 ans de Cenk, est enceinte de son petit ami anglais David mais n'a pas prévenu sa famille. Elle explique leur histoire à Cenk : comment, à cause du manque de main d’œuvre sur place, son grand-père est arrivé en Allemagne dans les années 1960 en étant quasiment le 1.000.000e travailleur immigré, comment il a ultérieurement ramené sa famille dans ce pays étranger, avec les rêves, les préjugés ainsi que les difficultés qu’ils ont dû affronter. De nos jours, la famille nombreuse s’envole pour la Turquie et s’entasse dans un minibus en direction de leur village natal en Anatolie orientale pour visiter la nouvelle maison. Hüseyin devine la grossesse de Canan et se montre compréhensif. La famille se demande comment réagir à l’invitation de Hüseyin à une cérémonie de remerciement pour les travailleurs immigrés au Château de Bellevue pendant laquelle il donnera un discours. Hüseyin meurt soudainement pendant le voyage. Du fait de son passeport allemand, l’administration turque refuse qu’il soit enterré dans un cimetière musulman. Passant outre, la famille emmène alors son corps pour l’enterrer dans son village natal. À travers les yeux de Cenk, le spectateur voit toutes les générations de la famille, aux différentes périodes de leur vie, alors qu'elles sont réunies autour de la tombe.
La maison acquise par Hüseyin s'avère être une ruine. Son fils Muhamed, au chômage en Allemagne, décide de rester en Turquie pour la restaurer. Le reste de la famille rentre en Allemagne. Le petit Cenk prononce devant la chancelière Angela Merkel le discours que Hüseyin avait préparé. 

## Fiche technique
- Classe d'âge : Tout public
- Musique : Gerd Baumann
- Caméra : Ngo The Chau
- Montage : Andrea Mertens

## Distribution
- Vedat Erincin : Hüseyin adulte
- Fahri Ogün Yardım : Hüseyin jeune
- Lilay Huser : Fatma adulte
- Demet Gül : Fatma jeune
- Rafael Koussouris : Cenk
- Aylin Tezel : Canan
- Denis Moschitto : Ali
- Petra Schmidt-Schaller : Gabi
- Aykut Kayacık : Veli adulte
- Aycan Vardar : Veli jeune
- Ercan Karaçaylı : Muhamed adulte
- Kaan Aydogdu : Muhamed jeune
- Şiir Eloğlu : Leyla adulte
- Aliya Artuc : Leyla jeune
- Trystan Pütter : David
- Arnd Schimkat : Policier
- Antoine Monot, Jr. : Voisin
- Axel Milberg : Fonctionnaire allemand
- Oliver Nägele : Politique
- Jule Ronstedt : Professeur
- Tim Seyfi : Vendeur de légumes
- Walter Sittler : Homme à l'épicerie
- Aglaia Szyszkowitz : Médecin
- Katharina Thalbach : Femme dans le métro
- Saskia Vester : Voisine
- Sesede Terziyan : Nazife

## Genèse
Almanya est, après Le Péché selon Sébastien, le deuxième long-métrage de la nouvelle entreprise de production de Munich, Roxy Film, fondée en 2001. Les préparatifs de la production ont duré près de sept ans et ont été retardés à plusieurs reprises à la suite de problèmes de financement. Des films comme Solino (2002) et Kebab Connection (2005), qui dominent le marché des comédies interculturelles ainsi que le thème ont posé problème lors des préparatifs du film. Après des années sans qu'une chaîne de télévision ne soit prête à s’investir dans le projet, le groupe Herbert Kloibers Tele München a pris en charge 20 % du budget total d’environ 4 millions d’euros.
Au fil des années, près de 50 versions du scénario ont été travaillées. Les auteurs y ont glissé quelques anecdotes de leurs proches. Le tournage s'est déroulé du 8 octobre au 16 décembre 2009 à Izmir (Turquie) et dans sa banlieue, puis à Munich et dans sa banlieue. La réception avec les personnalités allemandes a été tournée au château de Schleißheim. Les scènes d’arrivée en Allemagne en 1964 ont été tournées au Bahnpark Augsburg et à la gare Augsburg-Oberhausen avec 100 figurants. Un quartier de l’arrondissement de Munich de Freimann pouvait faire penser à l’Allemagne des années 1960. L’Alte Kongresshalle du salon de Munich a connu un retour en arrière en faisant office d’aéroport. Pour montrer l’absence d’aide aux travailleurs immigrés, les réalisateurs ont fait appel à des Allemands qui parlaient et chantaient un vieux charabia incompréhensible.
L'acteur qui joue Cenk, Rafael Koussouris, est né en 2002 à Munich. Il est allemand avec des racines grecques. Son grand-père, mais aussi sa mère, travaillaient pour Bayerisches Fernsehen. C’était la première fois qu’il se retrouvait devant la caméra pour Almanya. Il a obtenu le rôle à la suite d'une audition dont ses parents avaient entendu parler par la secrétaire de son école.

## Sortie

### Allemagne
La première, dans le programme de la Berlinale, a eu lieu le 12 février 2011 en présence du président allemand Christian Wulff au Berlinale Palast. Le film est sorti le 10 mars dans 209 salles de cinéma en Allemagne, en plus de la version allemande, une version turque. Lors du premier week-end de sa sortie, Almanya attire près de 130 000 spectateurs et se classe alors cinquième au box-office. Le film réussit à se hisser à la troisième place le week-end suivant et est alors projeté dans plus de 300 salles. Il restera dans le top cinq du classement pendant six week-ends. Quatre semaines plus tard, alors qu'il est toujours dans le top dix, plus d’un million de tickets ont été vendus. Almanya a conservé sa place dans le top-ten du box-office allemand pendant les 13 week-ends qui ont suivi sa sortie en salle. Dans le box-office du cinéma d’art et d’essai du réseau des théâtres professionnels indépendants d’Allemagne (Arbeitsgemeinschaft Kino – Gilde deutscher Filmkunsttheater), Almanya s’est trouvé en tête de peloton pendant six semaines en avril, mai et juin 2011. Avec plus de 500 000 spectateurs en avril 2011, Almanya se classait en troisième position des films les plus visionnés dans les salles allemandes. Fin 2011, le film attire environ 1,43 million de téléspectateurs et à la fin de l’année 2013, l’audience atteint 1 502 548 personnes grâce à la contribution d'autres spectateurs dans le cadre de la SchulKinoWochen (période durant laquelle élèves et étudiants peuvent assister à des spectacles à des tarifs préférentiels). Même deux ou trois ans après sa sortie, Almanya fait toujours partie des 100 films les plus visionnés dans les cinémas allemands.
La première diffusion gratuite à la télévision a eu lieu le 21 mai 2013 sur Sat1. Le film atteint alors un total de 2,76 millions de téléspectateurs pour une part d'audience de 9,3 %. 1,57 million de téléspectateurs étaient alors âgés de 14 à 49 ans et ont représenté une grande partie de la part d’audience avec 13,8 %.

### À l'étranger
En Autriche, Almanya - Bienvenue en Allemagne est sorti le 13 mai avant d'arriver à la 7e place du box-office et de dépasser les 48 000 spectateurs en fin d’année. En Suisse alémanique, le film se hisse à la 6e place le 19 mai 2011. La sortie en salle en Turquie sous le titre Almanya'ya Hoşgeldiniz a eu lieu le 4 novembre 2011. Cependant, le film a suscité peu d’intérêt dans le pays d'origine de la famille Yılmaz.
Almanya a remporté un franc succès en Italie, pays d'origine de nombreux travailleurs immigrés partis s’installer en Allemagne. Le film a attiré dans les salles environ 170 000 visiteurs après sa sortie le 8 décembre 2011. En 2012, le film est entre autres sorti en Espagne (23 mars, 28 500 de spectateurs) et en France (30 mai, 44 500 de spectateurs).[20] Le Beta Cinema, qui enregistre les ventes au niveau mondial, a annoncé la vente des droits d’exploitation du film en Israël, au Benelux, en Grèce, en Corée du Sud et à Taïwan.

### Festivals
Après sa première à la Berlinale, le film a été projeté dans d'autres festivals à travers le monde. En Grande-Bretagne, il a été inscrit au Festival international du film d'Édimbourg en 2011. Pour sa première en Amérique du Nord, Almanya a été diffusé au Festival international du film de Seattle en 2011, où il était en lice pour le titre de jeune réalisateur de l'année. Il a à cette occasion été élu l’un des dix meilleurs films du festival par les téléspectateurs. Le public a élu Yasemin Samdereli 4e meilleure réalisatrice du festival, au cours duquel plus de 450 films ont été présentés. En Asie, Almanya a concouru pour la première fois dans la catégorie Focus Germany lors du Festival international du film de Shanghai en 2011. Dans le monde entier, le film a été présenté lors de certains festivals organisés par l'Institut Goethe et le German Films. Au Festival international du film de Karlovy Vary en 2011, Almanya faisait partie de la liste desTen Euro Directors to Watch (liste des dix réalisateurs européens à connaître) établie par les critiques de magazine Variety. Â la suite des Festivals de cinéma de Berlin, de Shanghai et de Karlovy Vary, le film a été présenté au Festival des films du monde de Montréal en 2011 pour la catégorie Focus on world cinema (Focus sur le cinéma mondial).

### Support multimédia
En Allemagne le film est sorti en DVD et en Blu-ray le 13 octobre 2011. En plus de la version allemande et turque, le film inclut également des commentaires audio des réalisatrices permettant de donner des informations sur le contexte de création de certaines scènes. Les bonus proposent près de huit minutes de scènes coupées, d'interviews ainsi qu’une courte démonstration des effets spéciaux utilisés. Est également proposé, un making-of de dix minutes sous forme de montage vidéo de la fusillade. 
La bande originale, composée par Gerd Baumann est disponible en version CD depuis le 11 mars 2011. 

## Accueil
Almanya a été reçu « avec enthousiasme » lorsqu'il a été projeté en avant-première par la société de distribution allemande Concorde pendant la semaine du film de Munich en janvier 2011. Même avant sa sortie en salle, le film est déjà donné favori pour le prix du cinéma allemand de 2011. La même année, le long-métrage est joué en première au célèbre festival de cinéma allemand la Berlinale où il fait beaucoup rire et reçoit un tonnerre d’applaudissement. Parce qu’il est présenté au programme principal du festival, il acquiert une plus grande notoriété, notamment à l’international. Largement reconnu comme un film réussi, il reçoit notamment l’appellation de « conte d’intégration émouvant et joyeux ». Almanya dépeint les relations entre Turcs et Allemands, comme Alles auf Zucker! l’a fait pour les relations entre Juifs et Allemands et Good Bye, Lenin! pour celles entre Allemands de l’Est et Allemands de l’Ouest.

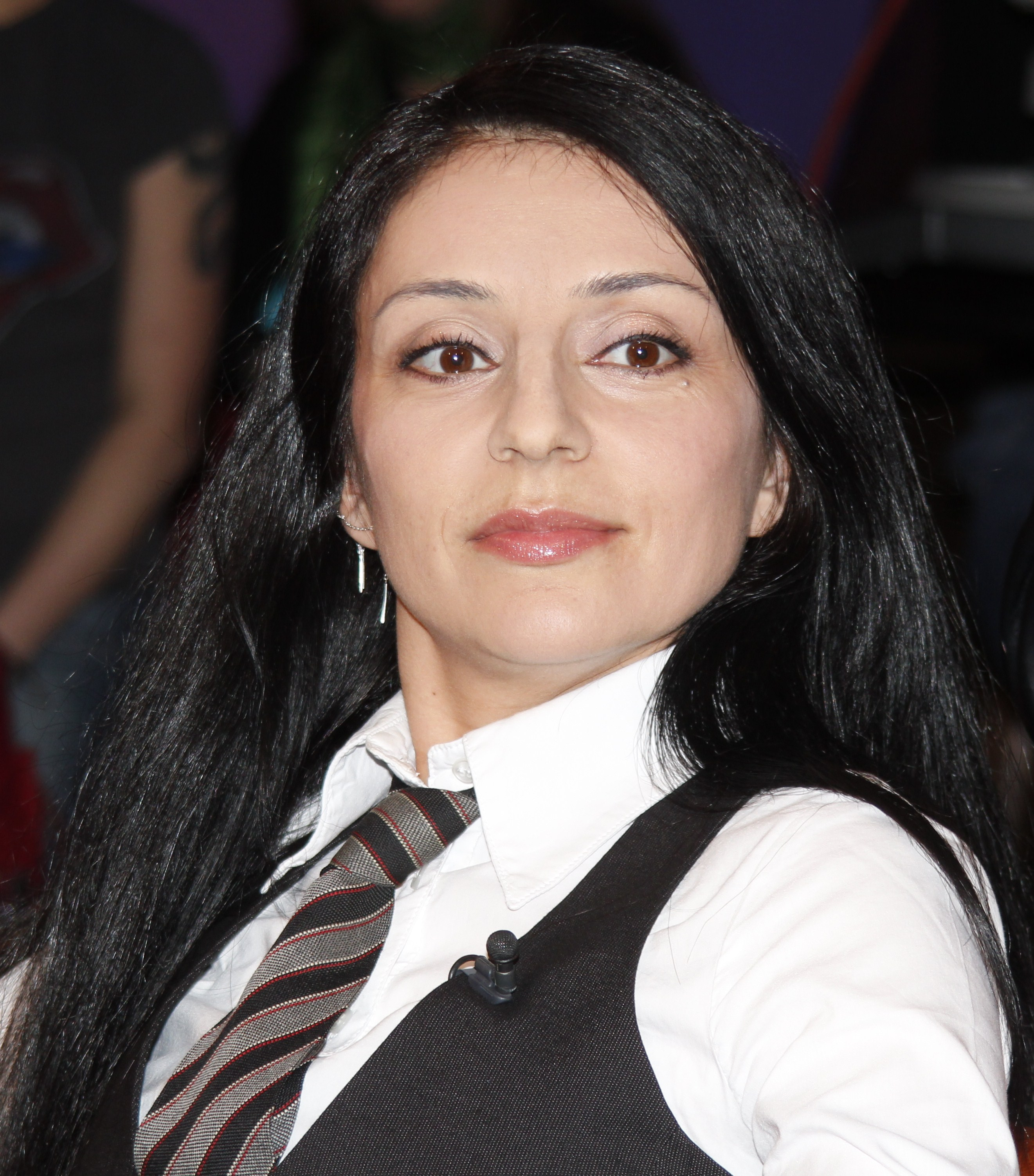
Le 25 mars 2011, Yasemin (au-dessus) et Nesrin Şamdereli (en-dessous) ont été invitées à parler de leur succès lors du NDR Talk Show eingeladen.

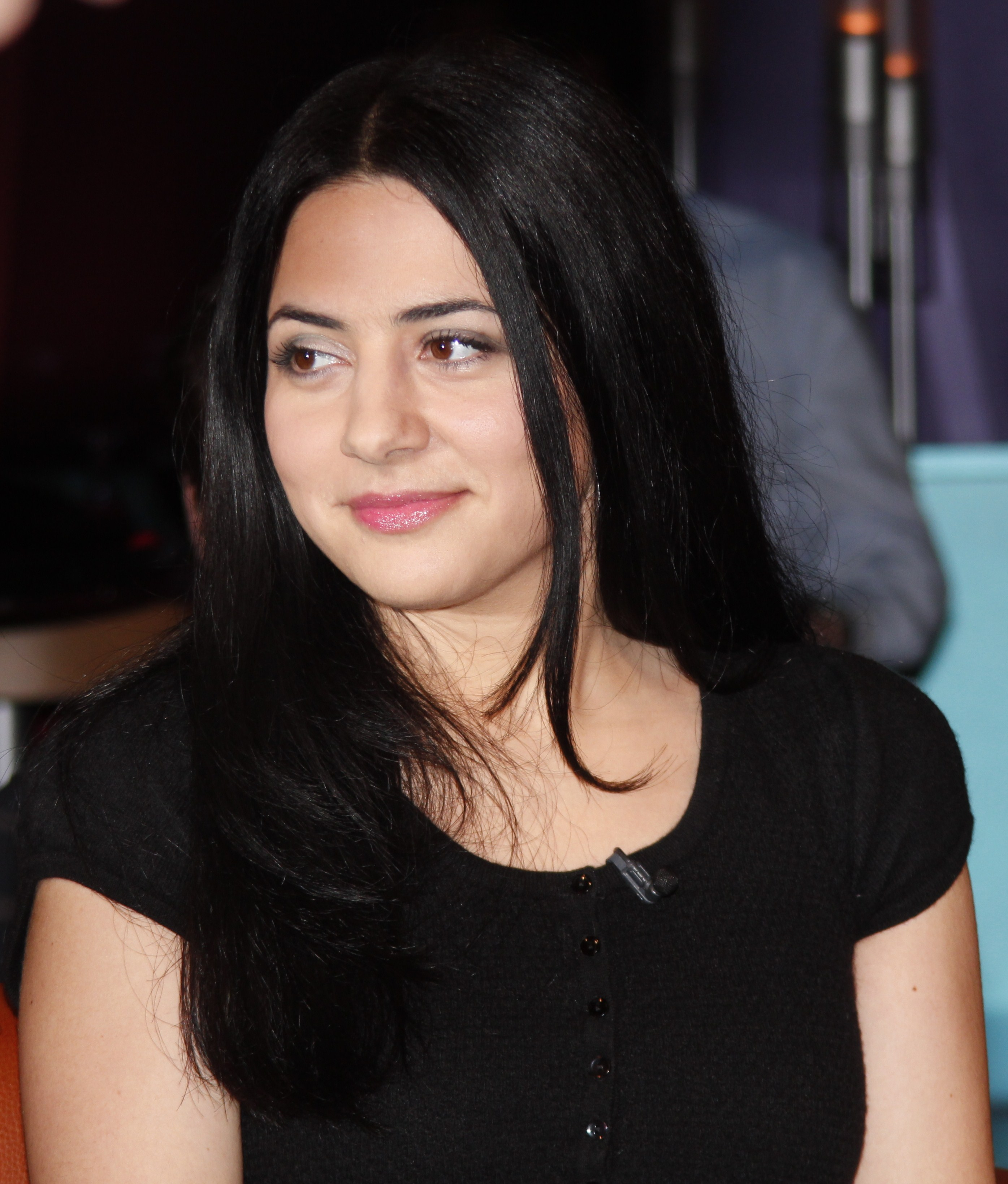

Outre les félicitations faites aux acteurs sur la qualité de leur jeu, beaucoup de critiques ont parlé du comique du film. Les sœurs Şamdereli « surfent sur tous les clichés qui existent sur le thème de l'intégration turque et les exacerbent avec humour ». Si le magazine de cinéma allemand epd Film trouve les blagues prévisibles, il souligne tout-de-même leur originalité. D’autres critiques ont regretté la banalité de certains conflits, personnages et stéréotypes. À divers moments du film on remarque des emprunts au long-métrage américain Little Miss Sunshine (sorti en 2006). Si certaines parties du film ont été considérées comme dénuées d’émotions, la fin du film a été vue par la plupart des critiques comme sentimentale, conciliante et « très touchante » ; « un divertissement familial indolore », qui fait oublier le déchirement intérieur des adultes en se concentrant sur un enfant. Avec son humour superficiel, il ne fait de mal à personne et n’invite pas à la réflexion.  
Les journaux allemands Tagesspiegel et Süddeutsche Zeitung ont conclu que l'on peut reprocher au film d’avoir esquivé les problèmes d’intégration existants, tels que les crimes d’honneur et la radicalisation. Cependant, il est plus plaisant de voir une comédie montrant des immigrés ayant pu s’intégrer plutôt qu’un drame autour des problèmes que pose l’intégration. Jan Schulz-Ojana explique dans le Tagesspiegel que cette optique de film « réjouissant et libérateur » est nouvelle dans le cinéma. Le film aurait ainsi connu beaucoup de succès « parce qu’il aborde un thème sensible en alliant nostalgie et expérience ». Selon Susan Vahazadeh (Süddeutsche Zeitung), il serait injuste de reprocher au film de ne pas être assez sombre puisqu’heureusement « il existe aussi des immigrés qui n’ont jamais connu de problèmes d’intégration ». Parvin Sadigh du Zeit trouve la comédie « salutaire […] parce qu’elle s’écarte des opinions toutes faites sur l’intégration ». Selon elle, les immigrés « ne se demandent même pas si leur intégration est réussie ou non ». 

## Récompenses
En 2011, lors de la 61e cérémonie des prix du cinéma allemand, Almanya, bienvenue en Allemagne a reçu le Lola d'argent dans la catégorie « meilleur film ». Yasemin et Nesrin Şamdereli ont reçu le prix du meilleur scénario. La même année, Almanya faisait partie des trois films allemands à rejoindre la liste des 45 films en lice pour le prix du cinéma européen. Enfin, l’association des critiques de cinéma allemand a décerné à Yasemin Şamdereli le prix du meilleur premier long-métrage et aux deux sœurs, le prix du meilleur scénario. Le film était également nommé dans les catégories « meilleur film », « meilleure bande originale » et « meilleur montage ».
Autres prix
- Mention « hautement recommandé » de la Commission allemande d'appréciation des films [14]
- Prix du meilleur jeune acteur décerné en 2011 à Rafael Koussouris (Der weiße Elefant)
- Prix du jeune talent décerné en 2011 à Yasemin Şamdereli (Prix de la paix du cinéma allemand “Die Brücke”)
- Prix du meilleur film allemand d'art et d’essai en 2011 (Gilde-Filmpreis)
- Prix du public 2011 au festival de cinéma Odessa
- Prix du public 2011 au festival international du film de Chicago
- Prix spécial du jury de la 48e cérémonie du festival international du film d'Antalya

## Littérature

### Débat
- Yasemin et Nesrin Samdereli s'exprime dans le Tagesspiegel, édition du 9 mars 2011, p. 21, Die Angst der Deutschen ist Unsinn (allemand)

### Critiques
Positives
- epd Film Nr. 3/2011, S. 45, de David Siems: Almanya – Willkommen in Deutschland (en allemand)
- Frankfurter Rundschau, 10 mars 2011, p. 34, de Michael Kohler: Das Deutsche als Fremdsprache (en allemand)
- Spiegel Online, 12 février 2011, de Christian Buß : Mit dem Esel ins Wirtschaftswunderland (en allemand)
- Der Tagesspiegel, 9 mars 2011, p. 21, de Jan Schulz-Ojala : Migranten wie wir (en allemand)
- Die Zeit, 9 mars 2011, de Parvin Sadigh : Integration zum Lachen (en allemand)

Plutôt positives
- film-dienst No 5/2011, p. 31, de Alexandra Wach : Almanya – Willkommen in Deutschland (allemand)
- Süddeutsche Zeitung, , 11 mars 2011, p. 12, de Susan Vahabzadeh : Weihnachten für alle! (en allemand)
- Die tageszeitung, 5 mars 2011, p. 22, de Barbara Schweizerhof : Feines Gagmaterial (en allemand)

Avis mitigés
- Cinema No 3/2011, p. 40, de Ralf Blau : Almanya – Willkommen in Deutschland (en allemand)
- Frankfurter Allgemeine Zeitung, 10 mars 2011, p. 32, de Andreas Kilb : Wimmelbild mit Lametta (en allemand)

Plutôt négatives
- Ray, No 5/2011, p. 46, de Harald Mühlbayer : Almanya – Willkommen in Deutschland (en allemand)